# My Generation
My Generation je debutové studiové album anglické rockové kapely The Who. Bylo vydáno ve Spojeném království v prosinci 1965 společností Brunswick Records. Ve Spojených státech bylo vydáno pod názvem The Who Sings My Generation v dubnu 1965 společností Decca Records. Americká verze alba měla jiný obal a částečně rozdílný seznam skladeb.

## Seznam skladeb
Autorem všech skladeb je Pete Townshend, pokud není uvedeno jinak.
Strana 1:
1. „Out in the Street“ – 2:31
2. „I Don't Mind“ (James Brown) – 2:36
3. „The Good's Gone“ – 4:02
4. „La-La-La-Lies“ – 2:17
5. „Much Too Much“ – 2:47
6. „My Generation“ – 3:18

Strana 2:
1. „The Kids Are Alright“ – 3:04
2. „Please, Please, Please“ (Brown, Johnny Terry) – 2:45
3. „It's Not True“ – 2:31
4. „I'm a Man“ (Bo Diddley) – 3:21
5. „A Legal Matter“ – 2:48
6. „The Ox“ (Townshend, Keith Moon, John Entwistle, Nicky Hopkins) – 3:50

The Who Sings My Generation
| Strana 1 | Strana 1          | Strana 1 |
| Pořadí   | Název             | Délka    |
| -------- | ----------------- | -------- |
| 1.       | Out in the Street | 2:31     |
| 2.       | I Don't Mind      | 2:36     |
| 3.       | The Good's Gone   | 4:02     |
| 4.       | La-La-La-Lies     | 2:17     |
| 5.       | Much Too Much     | 2:46     |
| 6.       | My Generation     | 3:18     |

| Strana 2 | Strana 2                | Strana 2 |
| Pořadí   | Název                   | Délka    |
| -------- | ----------------------- | -------- |
| 1.       | The Kids Are Alright    | 2:46     |
| 2.       | Please, Please, Please  | 2:45     |
| 3.       | It's Not True           | 2:31     |
| 4.       | The Ox                  | 3:50     |
| 5.       | A Legal Matter          | 2:48     |
| 6.       | Instant Party (Circles) | 3:12     |

## Obsazení
The Who
- Roger Daltrey – hlavní vokály, harmonika
- John Entwistle – baskytara, doprovodné vokály
- Keith Moon – bicí, perkuse, doprovodné vokály v „Instant Party Mixture“
- Pete Townshend – šestistrunná a dvanáctistrunná akustická a elektrická kytara, doprovodné vokály, hlavní vokály v „A Legal Matter“

Další hudebníci
- Perry Ford – klavír v „I Can't Explain“
- Nicky Hopkins – klavír (s výjimkou „I Can't Explain“)
- The Ivy League – doprovodné vokály v „I Can't Explain“ a „Bald Headed Woman“
- Jimmy Page – sólová kytara v „Bald Headed Woman“, rytmická kytara v „I Can't Explain“